# Alvarezsaurus
Alvarezsaurus là một chi khủng long, được Bonaparte mô tả khoa học năm 1991.